# Gasthof Post (Erling)

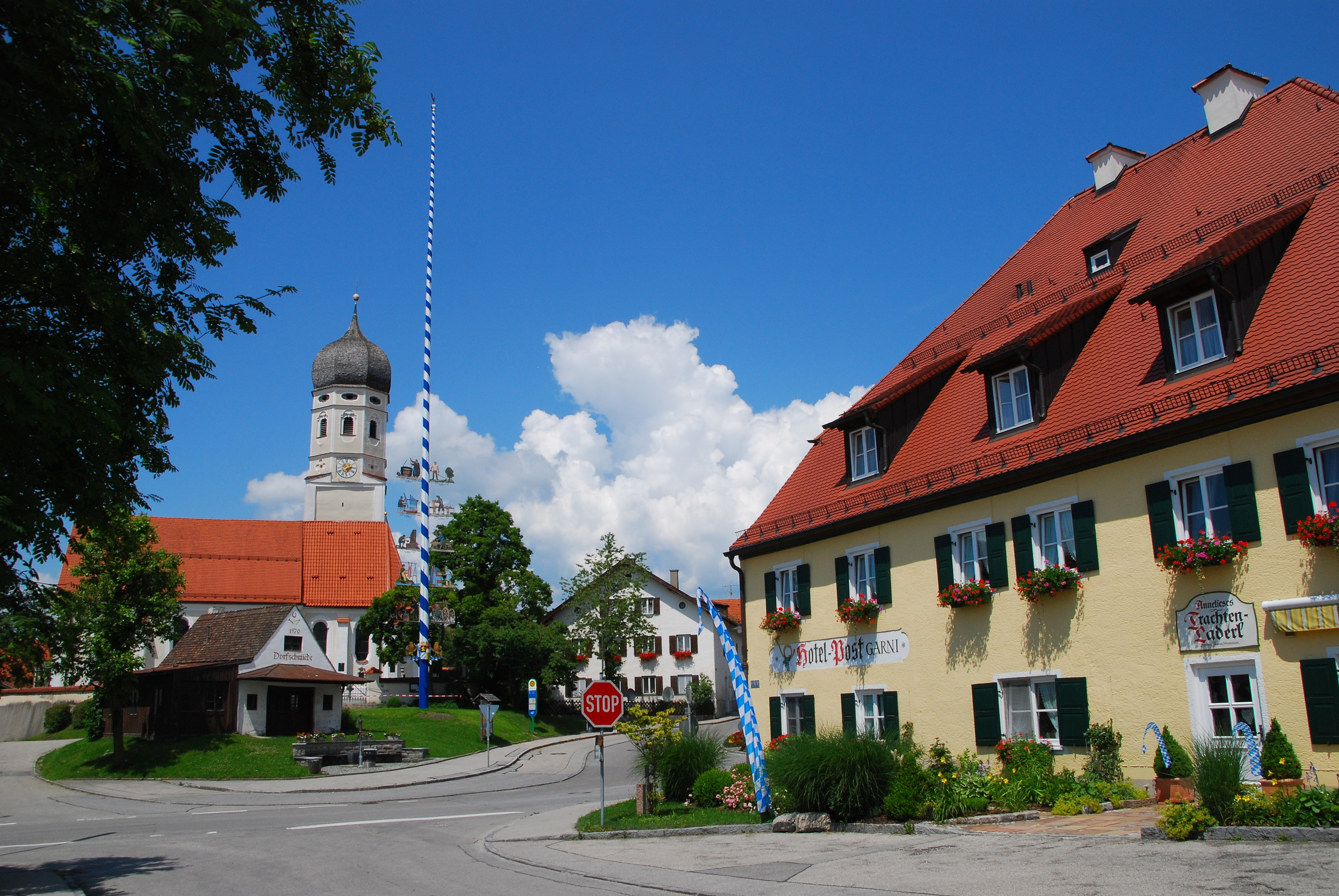
Gasthof Post mit Kirche St. Vitus in Erling

Der Gasthof Post in Erling, einem Gemeindeteil von Andechs im oberbayerischen Landkreis Starnberg, wurde im 18. Jahrhundert errichtet. Das Gasthaus am Kerschlacher Weg 1 Ecke Starnberger Straße ist ein geschütztes Baudenkmal.
Der zweigeschossige Massivbau mit Krüppelwalmdach prägt mit der Pfarrkirche St. Vitus den Dorfplatz. 